# 德里加尔斯基环形山
德里加尔斯基环形山（Drygalski）是位于月球正面接近南极的一座大型古撞击坑，约形成于45.5-39.2亿年前的前酒海纪，其名称取自德国地理学家、地球物理学家暨极地探险家埃里希·冯·德里加尔斯基（1865年-1949年），1964年被国际天文学联合会批准接受。

## 描述

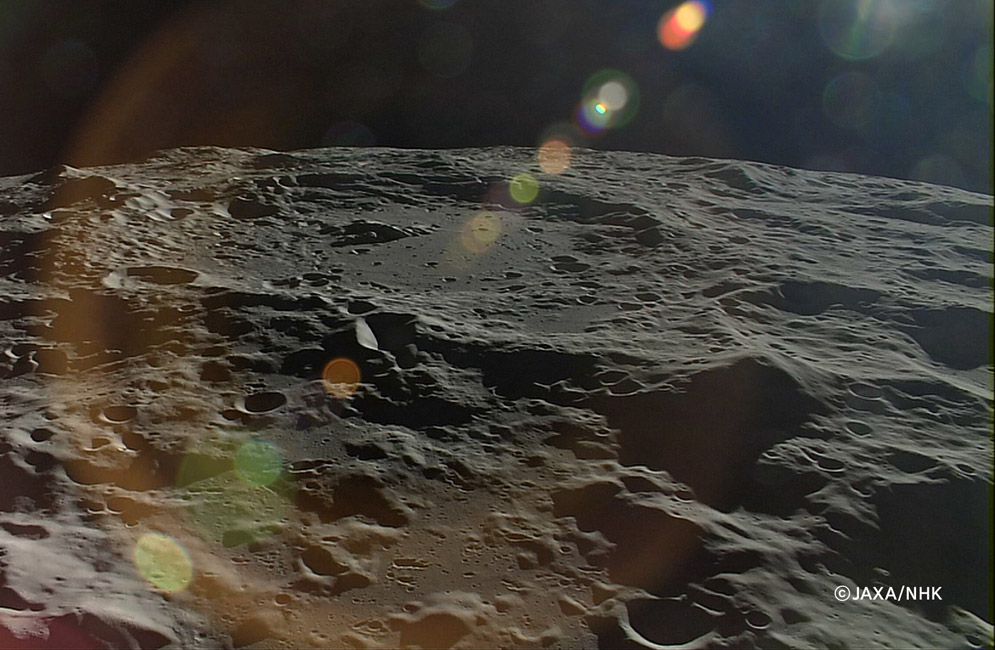
日本辉夜姬号拍摄的斜视图

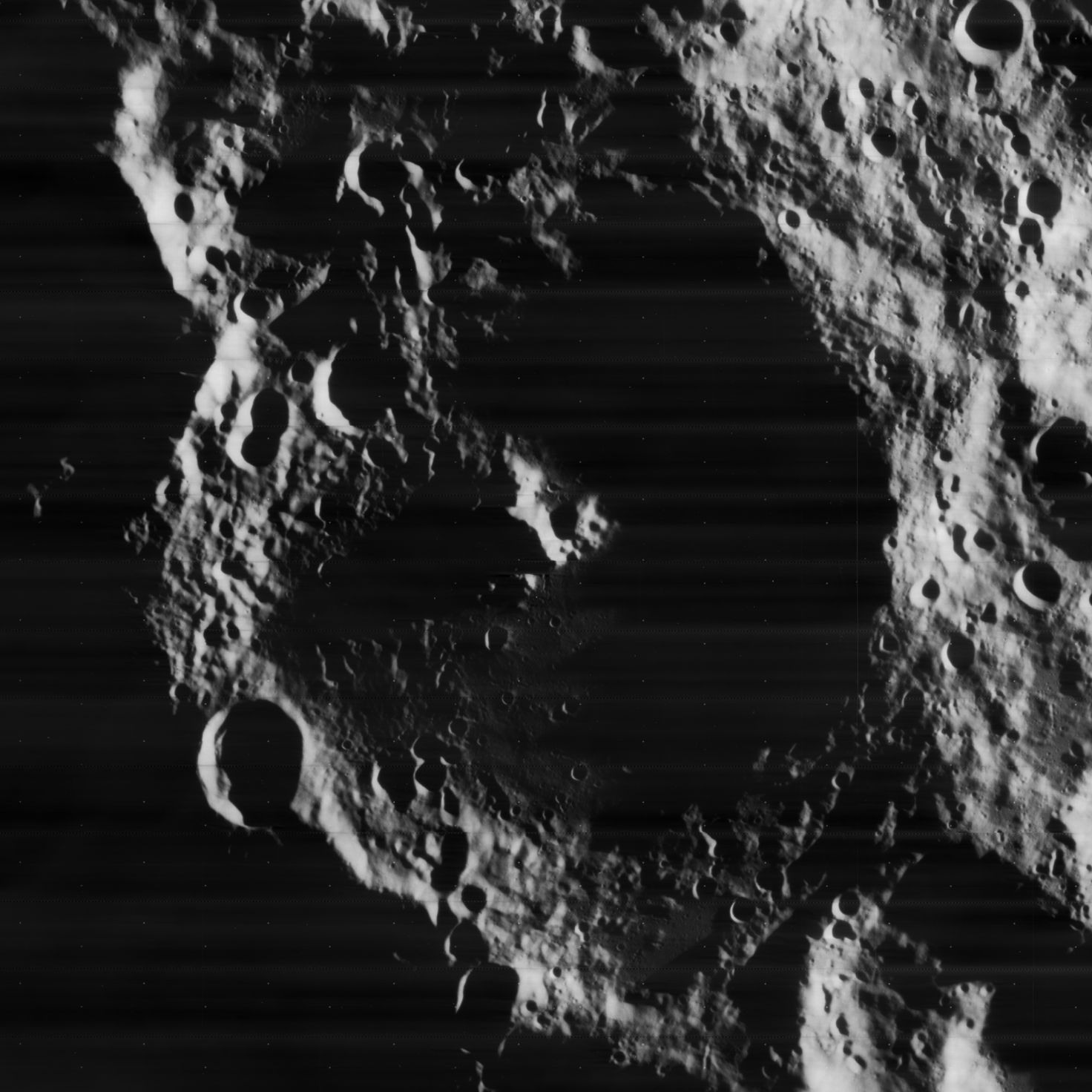
月球轨道器4号拍摄的斜视图

该陨坑西侧部分重叠在略小的阿什布鲁克环形山上，西北偏北靠近更小的波尔兹曼环形山，已磨损的勒让蒂环形山位于它的东北偏北、东南和西南分别坐落卡比厄斯环形山和较小的科赫尔陨石坑，而更小的巴哲陨石坑则横亘在它的南面。其中心月面坐标为79°34′S 87°11′W / 79.57°S 87.18°W，直径162.49公里，深度约2.999公里。
德里加尔斯基环形山的坑壁已被后续的撞击磨损和侵蚀，现已成为一圈崎岖、部分地区布满各式小陨坑的山脉环，最突出的是横亘在西南壁上，并连接着阿什布鲁克环形山的卫星坑“德里加尔斯基 P”，而西北偏北内侧壁上则嵌入了卫星坑“德里加尔斯基 V”；一串小链坑或陨坑链，从北侧壁呈弧形向北伸向了波尔兹曼环形山，而南壁外二座或更多座外形奇异的小重叠坑构成了一道短深谷。该陨坑内壁带有不规则的阶地状结构，坑壁最大 高出周边地形1800米，内部容积约24900立方千米。坑内地表已被熔岩重塑，除西部外相对平坦，表面散布有许多大小不同的小陨坑，坑底中心点偏西北坐落有一群崎岖的中央峰。
在适当的月球摄动期间，从地球上可观察到该环形山，但其显示角度极低且外观变形。

## 卫星陨石坑
按惯例，最靠近德里加尔斯基环形山的卫星坑将在月图上以字母标注在它的中心点旁边。
| 德里加尔斯基 | 纬度    | 经度    | 直径    |
| ------------ | ------- | ------- | ------- |
| P            | 81.0° S | 99.9° W | 30 公里 |
| V            | 78.5° S | 93.4° W | 21 公里 |

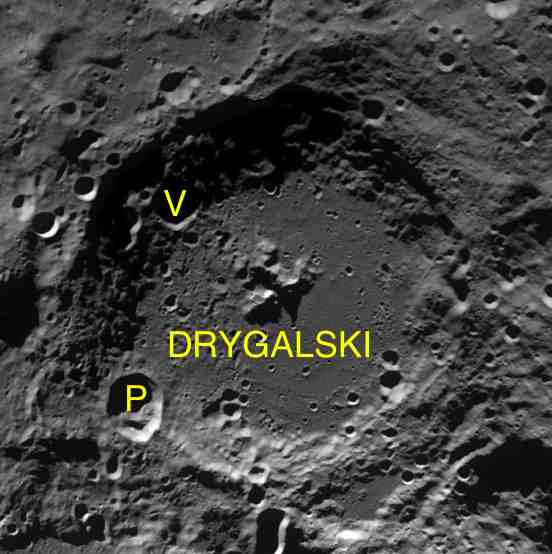
克莱门汀号拍摄

- 卫星坑“德里加尔斯基 Q”在1994年被国际天文学联合会更名为阿什布鲁克环形山；
- 卫星坑“德里加尔斯基 P”约形成于晚雨海世[1]。

## 另请参阅
- Andersson, L. E.; Whitaker, E. A. . NASA RP-1097. 1982.
- Blue, Jennifer. . USGS. July 25, 2007  [2007-08-05]. （原始内容存档于2013-02-13）.
- Bussey, B.; Spudis, P. . New York: Cambridge University Press. 2004. ISBN 978-0-521-81528-4.
- Cocks, Elijah E.; Cocks, Josiah C. . Tudor Publishers. 1995. ISBN 978-0-936389-27-1.
- McDowell, Jonathan. . Jonathan's Space Report. July 15, 2007  [2007-10-24]. （原始内容存档于2018-12-25）.
- Menzel, D. H.; Minnaert, M.; Levin, B.; Dollfus, A.; Bell, B. . Space Science Reviews. 1971, 12 (2): 136–186. Bibcode:1971SSRv...12..136M. doi:10.1007/BF00171763.
- Moore, Patrick. . Sterling Publishing Co. 2001. ISBN 978-0-304-35469-6.
- Price, Fred W. . Cambridge University Press. 1988. ISBN 978-0-521-33500-3.
- Rükl, Antonín. . Kalmbach Books. 1990. ISBN 978-0-913135-17-4.
- Webb, Rev. T. W.  6th revised. Dover. 1962. ISBN 978-0-486-20917-3.
- Whitaker, Ewen A. . Cambridge University Press. 1999. ISBN 978-0-521-62248-6.
- Wlasuk, Peter T. . Springer. 2000. ISBN 978-1-85233-193-1.